# Réserve naturelle de Kandalakcha
La réserve naturelle d'État de Kandalakcha (Кандалакшский госуда́рственный приро́дный запове́дник) est une réserve naturelle située dans l'extrême nord-ouest de la Russie, au-delà du cercle polaire, dont le territoire se trouve dans l'oblast de Mourmansk et une petite partie en république de Carélie. Elle est partagée en plusieurs zones sur la côte et les îles de la mer Blanche, au bord du golfe de Kandalakcha, ainsi que sur les bords de la mer de Barents. En tout ce sont plus de 370 îles. Soixante-dix pour cent de son territoire sont situés dans l'environnement maritime aquatique. Elle a été fondée le 7 septembre 1932, ce qui a été confirmé en 1939 par le soviet des commissaires du peuple.
Le but premier de la réserve est de conserver l'environnement naturel d'espèces marines (poissons, oiseaux, mammifères) ou vivant dans un milieu maritime, et en premier lieu l'eider menacé.
La réserve a le statut de réserve de zones humides d'importance internationale depuis 1975.
Elle couvre différents biotopes, forêts, montagnes, mer, marais, toundra et taïga, etc.

## Description

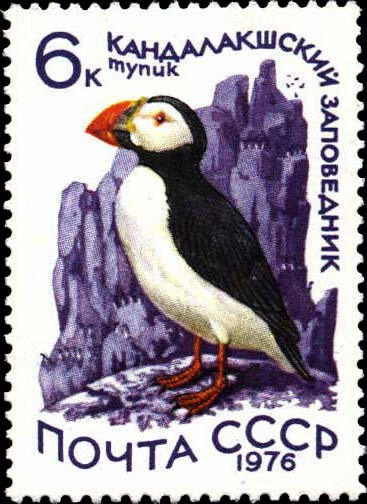
Timbre soviétique (1976) titré réserve de Kandalakcha et représentant un macareux moine.

La réserve a changé plusieurs fois de superficie. Elle fait aujourd'hui 70 530 hectares dont 49 583 hectares de mer. Elle comprend plusieurs zones, dont l'archipel Aïnovskie, les îles Gavrilovskie, l'archipel des Sept-Îles (dans la mer de Barents, au nord de la péninsule de Kola et sur des côtes de toundra), les côtes et les îles du golfe de Kandalakcha (dont l'île Veliki), dans la zone de taïga.

## Faune et flore
On trouve environ 700 espèces de plantes vasculaires et 400 espèces de bryophytes. Les forêts de conifères de la taïga abritent  une faune lui correspondant, comme les écureuils, les lièvres, les renards, les martres, les lynx, les élans, les gélinottes, les gélinottes des bois, les grands tétras, etc.
Dans les zones de marais poussent 633 espèces végétales. 
On y rencontre 67 espèces de mammifères, 258 espèces d'oiseaux, 2 espèces de reptiles (lézard vivipare et vipère commune), 3 espèces d'amphibiens (crapaud commun, grenouille des champs et grenouille rousse)
Les zones côtières et maritimes accueillent l'eider à duvet, à qui la réserve doit sa fondation, les Sept-Îles sont un grand espace de reproduction d'oiseaux avec notamment le guillemot à miroir, le guillemot de Troïl (de la sous-espèce Uria aalge hyperborea), le guillemot de Brünnich, le petit pingouin, etc.
Les eaux de la mer Blanche abritent le phoque annelé et le phoque barbu et les côtes de Mourman, le phoque gris. Parfois, on peut remarquer des bateaux la baleine bélouga.
La faune de poissons est fort riche avec notamment des harengs (en diminution), plies, morues, lompes, et Eleginus navaga, des espèces nordiques de Gobiidae, ainsi que toute sorte d'invertébrés marins.

## Notes et références

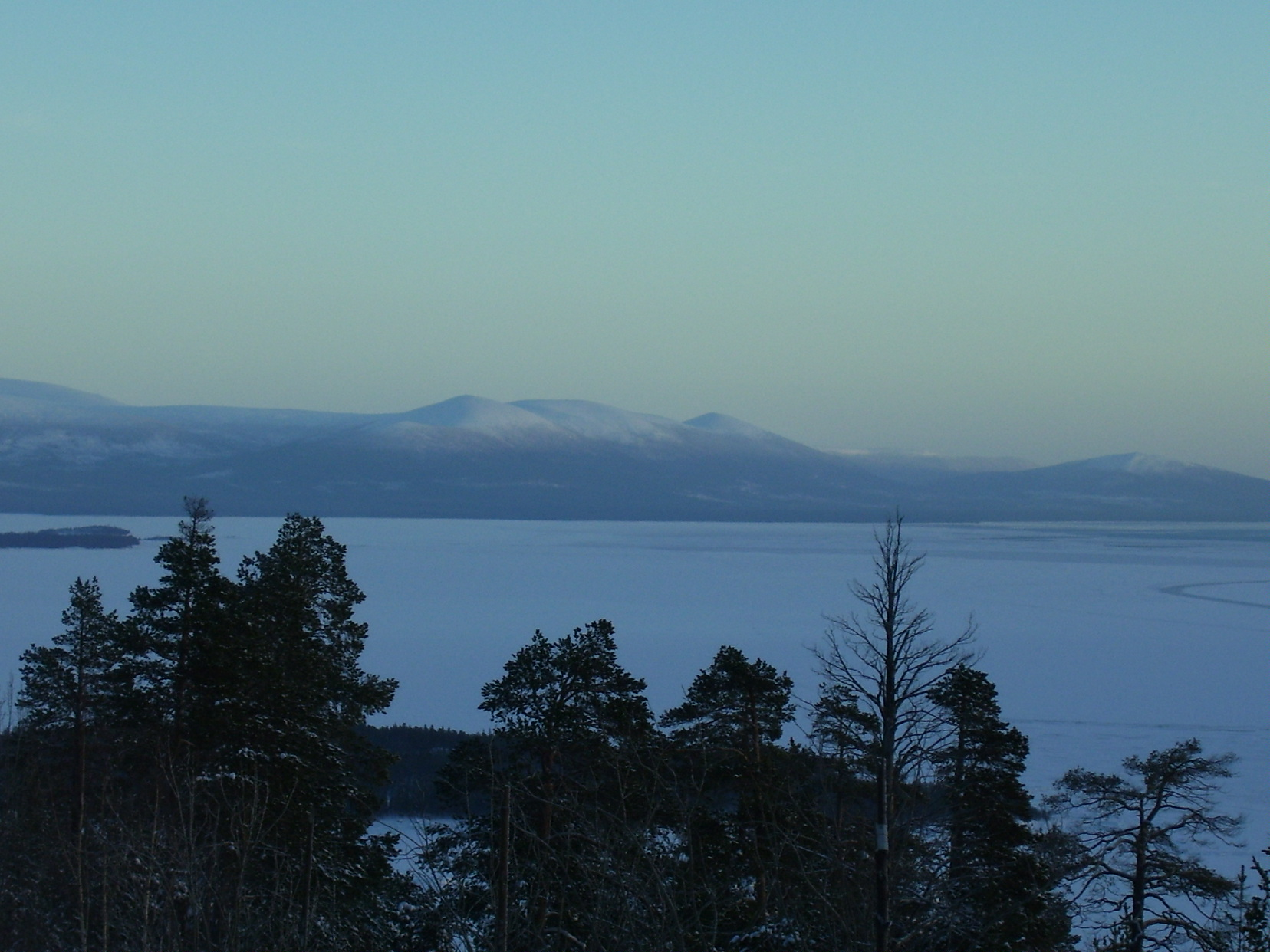
Vue des bords du golfe de Kandalakcha au mois de mars

## Source
- (ru) Cet article est partiellement ou en totalité issu de l’article de Wikipédia en russe intitulé « Кандалакшский заповедник » (voir la liste des auteurs).